# Bourbourg
Bourbourg é uma comuna francesa na região administrativa de Altos da França, no departamento do Norte. Estende-se por uma área de 38.49 km². Em 2010 a comuna tinha 7 221 habitantes (densidade: 187,6 hab./km²).